# Niko Županič
Niko Županič (Griblje, 1. prosinca 1876. - Ljubljana, 11. rujna 1961.), slovenski etnolog, antropolog i političar. 

## Životopis
Osnivač i prvi direktor Etnografskog muzeja u Ljubljani (1921.) i pokretač prvog slovenskog etnološkog časopisa "Etnolog" (1926.), predstojnik katedre za etnologiju u Ljubljani. U Beču pokrenuo kulturnu-povijesni list "Jug" (1901.); istaknuo se političkim i novinarskim radom za Balkanskih ratova i poslije kao član Jugoslavenskog odbora (1915. – 1919.). Godine 1919. član SHS delegacije na Pariškoj mirovnoj konferenciji; od 1920. član Narodne radikalne stranke. 1922. – 1923. ministar bez portfelja.

## Radovi
- Sistem istorijske antropologije balkanskih naroda
- Etnogeneza Jugoslavena
- Prvobitni Hrvati
- Bela Srbija
- Mazedonien und das türkische Problem (pseudonim: K. Gersin)